# باغ آسیا
باغ آسیا (گناباد)، روستایی از توابع بخش مرکزی شهرستان گناباد در استان خراسان رضوی ایران است.از مهمترین محصولات این روستا زعفران و گندم می باشد. کار اغلب مردم روستای باغ اسیا در زمان های قدیم قالیبافی و کشاورزی بوده است.
با توجه به قدمت تاریخی و یافته های تاریخی می‌توان ادعا کرد، باغ آسیا مهد قالی بافی گناباد است.

## جمعیت
این روستا در دهستان حومه قرار دارد و براساس سرشماری عمومی نفوس و مسکن سال1395، جمعیت آن 2100 نفر(650 خانوار) بوده‌است.

## اشخاص سرشناس
- محمد رجایی باغ‌سیایی، نمایندهٔ مردم گناباد و بجستان در نهمین دوره مجلس شورای اسلامی
- حاج شیخ محمد باصری واعظ گنابادی  از جانبازان سرافراز و افتخار آفرین عرصه انقلاب اسلامی
- حاج حیدر اسماعیل زاده باغ سیاه

## اماکن تاریخی و دیدنی
- آب انبار آقا
- مسجد خواجه ها
- کوچه باغ سنتی
- بادگیر های گلی
- خانه ی میرزا احمد باغسیاهی
- ایوان خانه ی میرزا احمد باغسیاهی
- مزارع زعفران
- اقامتگاه بوم گردی عمو حسن
- کارگاه قالیبافی مهدیس باغ آسیا

## مراسم های شاخص
- بزرگترین و تنها مسابقه کف زنی در ایران که با عصاره ای از گیاه چوبک تهیه می‌شود.
- مسابقه ی گل پرکنی به صورت خانوادگی و انفرادی که در فصل برداشت گل زعفران انجام می‌پذیرد.
- برپایی مراسم  و مسابقه ی چهل کرسی در شب یلدا
- بازارچه محلی نوروزی
- مسابقه ی بازی های بومی محلی شرق کشور
- نخل گردانی روز عاشورا
- تعزیه خوانی روز عاشورا
- مراسم  حسین زنی  در شبهای محرم
- مراسم تعزیه در مناسبت های مختلف مذهبی
- جشن بزرگ نیمه شعبان